# 17914 Joannelee
17914 Joannelee este un asteroid din centura principală de asteroizi.

## Descriere
17914 Joannelee este un asteroid din centura principală de asteroizi. A fost descoperit pe 20 martie 1999 la Socorro, New Mexico, în cadrul proiectului LINEAR. Asteroidul prezintă o orbită caracterizată de o semiaxă mare de 2,41 ua, o excentricitate de 0,14 și o înclinație de 3,7° în raport cu ecliptica.